# Cristian Camilo Muñoz
Cristian Camilo Muñoz Lancheros (Ventaquemada, Boyacá, 20 de marzo de 1996) es un ciclista profesional colombiano. Desde 2024 corre para el equipo colombiano NU Colombia de categoría Continental.

## Palmarés
2017
- 2 etapas de la Vuelta de la Juventud de Colombia

2018
- 1 etapa del Giro Ciclistico d'Italia

## Resultados en Grandes Vueltas y Campeonatos del Mundo
Durante su carrera deportiva ha conseguido los siguientes puestos en las Grandes Vueltas y en los Campeonatos del Mundo:
| Carrera         | Carrera         | 2019 | 2020 | 2021 |
| --------------- | --------------- | ---- | ---- | ---- |
|                 | Giro de Italia  | —    | —    | —    |
|                 | Tour de Francia | —    | —    | —    |
|                 | Vuelta a España | —    | —    | —    |
| Mundial en Ruta | Mundial en Ruta | —    | Ab.  | —    |

—: no participa 

Ab.: abandono 

## Equipos
- Coldeportes Zenú (2017-2018)
- UAE Team Emirates[1] (2019-2021)
- EPM-Scott (2022-2023)[2]
- NU Colombia (2024-)